# Kurobe
Kurobe (jap. 黒部市 Kurobe-shi) – miasto w Japonii, w prefekturze Toyama, w środkowej części wyspy Honsiu.

## Położenie
Miasto leży we wschodniej części prefektury nad rzeką Kurobe oraz nad zatoką Toyama (Morze Japońskie). Kurobe graniczy z miastami:
- Uozu
- Hakuba
- Ōmachi

## Historia
Kurobe otrzymało status miasta 1 kwietnia 1954.

## Miasta partnerskie
- Stany Zjednoczone: Macon
- Korea Południowa: Samch'ŏk
- Holandia: Sneek